# Hovnanadzor
Hovnanadzor (en arménien Հովնանաձոր ) est une communauté rurale du marz de Lorri en Arménie. En 2008, elle compte 80 habitants.